# Битка за Ум Касър
Битката за Ум Касър е първата битка от войната в Ирак през 2003. Тя започва на 21 март и приключва 4 дни по-късно. Атаката е оглавявана от 15-и разузнавателен отряд на американския корпус на морската пехота. Към тях се присъединяват британските кралски морски пехотинци, и малък отряд от полски части за бързо реагиране. Иракските войски оказват много по-ожесточена съпротива от очакваното, което забавя хода на войната с няколко дни.
След победата на коалиционните сили, пристанището е разминирано и обявено за безопасно за употреба на 25 март. Британските кралски морски пехотинци поемат контрол върху него и то започва да играе важна роля за снабдяването на местните с хуманитарна помощ.